# Ewelina Ryznar
Ewelina Ryznar (ur. 1 października 1986 r. w Rzeszowie) – polska siatkarka występująca na pozycji środkowej.
Ryznar jest wychowanką MKS V LO Rzeszów. Od 2007 roku występowała w drugoligowej Siarce Tarnobrzeg, dokąd trafiła z AZS-u Uniwersytet Rzeszowski. Mimo początkowych kłopotów, z czasem została czołową zawodniczką Siarki. Latem 2009 roku Ryznar uczestniczyła w przedsezonowym zgrupowaniu ekstraklasowej Stali Mielec, jednak ostatecznie kolejny sezon także spędziła w drużynie z Tarnobrzega.
W 2010 roku zasiliła drużynę Jedynki Aleksandrów Łódzki, z którą awansowała, a następnie utrzymała się w I lidze. Po dwóch sezonach spędzonych w Jedynce, w 2012 roku, pod koniec okresu transferowego zdecydowała się na przenosiny do beniaminka I ligi Wieżycy Stężyca. 
Sezon później zawodniczka związała się kontraktem z Budowlanymi Toruń, drużyną również występującą w I lidze. W 2014 roku Ryznar została kapitanem toruńskiej drużyny, która po czwartym miejscu w sezonie 2013/2014 rok później uplasowała się jedną pozycję wyżej. Po udanym sezonie i wobec zamieszania we władzach toruńskiego klubu Ryznar była blisko podpisania kontraktu z Wisłą Warszawa, jednak zdecydowała się pozostać w Budowlanych. W sezonie 2015/2016 drużyna z Torunia dotarła aż do wielkiego finału, gdzie jednak uległa ŁKS-owi Łódź, niemniej decyzją władz ligi dołączyła do poszerzonej ekstraklasy.
Mimo „rewolucji” kadrowej w drużynie, Ryznar jako jedna z zaledwie czterech zawodniczek pozostała w składzie Budowlanych na debiutancki sezon w Orlen Lidze, jednak funkcję kapitana zespołu przekazała doświadczonej Marcie Wójcik.